# Musumecia
Musumecia is een geslacht van schimmels behorend tot de familie Pseudoclitocybaceae. De typesoort is Musumecia bettlachensis.

## Soorten
Volgens Index Fungorum telt het geslacht vier soorten (peildatum oktober 2020):
| Soortnaam               | Auteur(s)                      | Publicatiejaar |
| ----------------------- | ------------------------------ | -------------- |
| Musumecia alpina        | L.P. Tang, J. Zhao & S.D. Yang | 2016           |
| Musumecia bettlachensis | Vizzini & Contu                | 2011           |
| Musumecia sardoa        | Consiglio, Vizzini & Setti     | 2016           |
| Musumecia vermicularis  | Musumeci                       | 2014           |